# Турако білочубий
Турако білочубий (Tauraco leucolophus) — вид птахів родини туракових (Musophagidae).

## Поширення
Вид поширений в Центральній Африці від Нігерії до Кенії. Мешкає у саванах та галерейний лісах.

## Опис
Птах середнього розміру. Крила, спина, хвіст і черево пурпурово-сині. Плечі та груди зелені. Шия, голова та гребінь на голові білі. Лицьова маска та лоб чорні. Дзьоб короткий і вигнутий, жовтого кольору. Навколо очей є червоне кільце. Кінчики махових пір'їн червоні і їх видно лише під час польоту.

## Спосіб життя
Живе неподалік води і там, де ростуть високі дерева. Трапляється парами або невеликими групами. Проводить більшу частину свого часу серед гілок дерев, хоча може регулярно спускатися на землю, щоб попити. Живиться плодами, квітами, насінням, рідше комахами. Розмножується протягом усього року. Гніздо будує серед гілок високого дерева. У кладці 2-3 яйця. Інкубація триває близько 20 днів. Пташенята вчаться літати у 5-тижневому віці.